# شارلوته غراي
شارلوته غراي (بالإنجليزية: Charlotte Gray)‏ هي مؤرخة بريطانية، ولدت في 3 يناير 1948 في شفيلد في المملكة المتحدة.